# سان مارکو ین لامیس
سان مارکو ین لامیس (به ایتالیایی: San Marco in Lamis) یک کومونه در ایتالیا است که در استان فوجا واقع شده‌است. سان مارکو ین لامیس ۲۳۲٫۸۲ کیلومتر مربع مساحت و ۱۳٬۸۱۹ نفر جمعیت دارد و ۵۵۰ متر بالاتر از سطح دریا واقع شده‌است.

## خواهرخوانده
شهر آکادیا خواهرخواندهٔ سان مارکو ین لامیس هست.